# Sucker Punch (ścieżka dźwiękowa)
Sucker Punch – ścieżka dźwiękowa do filmu Sucker Punch, wydana 22 marca 2011 roku. Nagrania rozpoczęły się już w 2009 roku. Większość utworów to covery, śpiewane m.in. przez aktorów z obsady filmu.
Album zyskał pozytywne oceny od krytyków, którzy nazwali go jednym z najlepszych soundtracków roku. Pochlebne opinie otrzymała Emily Browning za wokalny wkład w album, szczególnie za utwór „Sweet Dreams (Are Made of This)”.

## Lista utworów
1. Emily Browning - "Sweet Dreams (Are Made of This)"
2. Björk - "Army of Me" (Sucker Punch Remix feat. Skunk Anansie)
3. Emilíana Torrini - "White Rabbit"
4. Queen - "I Want It All" / "We Will Rock You" (Mash-Up feat. Armageddon / Geddy)
5. Skunk Anansie - "Search and Destroy"
6. Alison Mosshart & Carla Azar - "Tomorrow Never Knows"
7. Yoav - "Where is My Mind?" (feat. Emily Browning)
8. Emily Browning - "Asleep"
9. Carla Gugino & Oscar Isaac - "Love is the Drug"